# گروه بولتون
گروه بولتون (انگلیسی: Bolton Group) شرکت خوشه‌ای ایتالیایی است، که در سال ۱۹۱۹ تأسیس شد.